# Saint-Blancard
Saint-Blancard è un comune delegato e frazione del comune di Cap d'Astarac, nel dipartimento del Gers nella regione dell'Occitania; in precedenza un comune autonomo, dal 1º gennaio 2025 è confluito insieme agli ex comuni di Cabas-Loumassès, Monbardon e Sarcos nel nuovo comune di Cap d'Astarac.

## Società

### Evoluzione demografica
Abitanti censiti